# La Péruse

La Péruse este o comună în departamentul Charente, Franța. În 1 ianuarie 2018 avea o populație de 496 de locuitori.